# Expédition 70 (ISS)
Insigne de la mission
Équipage de l'expédition 70
Chronologie
Expédition 69 Expédition 71
L'expédition 70 est le 70e roulement d'équipage de l'ISS. Elle commence le 27 septembre 2023 avec le départ du Soyouz MS-23 et se termine le 6 avril 2024 avec le départ du Soyouz MS-24.

## Équipage
| Vol              | Astronaute                                       | 70a                             | 70b              | 70c               | 70d                    | Transféré à l'Expédition 71 |
| Vol              | Astronaute                                       | 27 septembre 2023 - 5 mars 2024 | 5 - 11 mars 2024 | 11 - 25 mars 2024 | 25 mars - 6 avril 2024 |                             |
| ---------------- | ------------------------------------------------ | ------------------------------- | ---------------- | ----------------- | ---------------------- | --------------------------- |
| Soyouz MS-24/70S | Oleg Kononenko, Roscosmos 5e vol spatial         | Ingénieur de vol                | Ingénieur de vol | Commandant        | Commandant             | Commandant                  |
| Soyouz MS-24/70S | Nikolaï Tchoub, Roscosmos 1er vol spatial        | Ingénieur de vol                | Ingénieur de vol | Ingénieur de vol  | Ingénieur de vol       | Ingénieur de vol            |
| Soyouz MS-24/70S | Loral O'Hara, NASA 1er vol spatial               | Ingénieur de vol                | Ingénieur de vol | Ingénieur de vol  | Ingénieur de vol       | -                           |
| SpaceX Crew-7    | Jasmin Moghbeli, NASA 1er vol spatial            | Ingénieur de vol                | Ingénieur de vol | -                 | -                      | -                           |
| SpaceX Crew-7    | Andreas Mogensen, ESA 2e vol spatial             | Commandant                      | Commandant       | -                 | -                      | -                           |
| SpaceX Crew-7    | Satoshi Furukawa, JAXA 2e vol spatial            | Ingénieur de vol                | Ingénieur de vol | -                 | -                      | -                           |
| SpaceX Crew-7    | Konstantin Borissov, Roscosmos 1er vol spatial   | Ingénieur de vol                | Ingénieur de vol | -                 | -                      | -                           |
| SpaceX Crew-8    | Matthew Dominick, NASA 1er vol spatial           | -                               | Ingénieur de vol | Ingénieur de vol  | Ingénieur de vol       | Ingénieur de vol            |
| SpaceX Crew-8    | Michael Barratt, NASA 3e vol spatial             | -                               | Ingénieur de vol | Ingénieur de vol  | Ingénieur de vol       | Ingénieur de vol            |
| SpaceX Crew-8    | Jeanette Epps, NASA 1er vol spatial              | -                               | Ingénieur de vol | Ingénieur de vol  | Ingénieur de vol       | Ingénieur de vol            |
| SpaceX Crew-8    | Alexandre Grebionkine, Roscosmos 1er vol spatial | -                               | Ingénieur de vol | Ingénieur de vol  | Ingénieur de vol       | Ingénieur de vol            |
| Soyouz MS-25/71S | Tracy Caldwell-Dyson, NASA 3e vol spatial        | -                               | -                | -                 | Ingénieur de vol       | Ingénieur de vol            |

## Déroulement
L'expédition commence le 27 septembre 2023 à 7 h 54 UTC quand le Soyouz MS-23 se détache de l'ISS. Le commandement est assuré par le Danois Andreas Mogensen.
Le 11 novembre, le vaisseau cargo de la mission de ravitaillement SpaceX CRS-29 s'amarre à l'ISS. Il revient sur Terre le 21 décembre suivant. Un vaisseau cargo Progress MS-25 s'amarre à l'ISS le 3 décembre.
Le 20 janvier 2024 à 10 h 42 UTC, le vaisseau Freedom, emportant quatre astronautes, s'amarre à l'ISS dans le cadre de la mission SpaceX Axiom Space-3. Après dix-huit jours, il se sépare de l'ISS le 7 février à 14 h 20 UTC.
Le 31 janvier, le vaisseau-cargo Cygnus NG-20 s'amarre à l'ISS.
Le 5 février, Oleg Kononenko établit le nouveau record de durée de séjour dans l'espace avec 879 jours.
Le 5 mars à 7 h 28 UTC, le vaisseau Endeavour, emportant quatre astronautes, s'amarre à l'ISS dans le cadre de la mission SpaceX Crew-8. Onze personnes sont alors présentes à bord de l'ISS.
Le 10 mars, Andreas Mogensen transmet le commandement de l'ISS à Oleg Kononenko. Le lendemain, le vaisseau Endurance se détache de la station à 15 h 20 UTC avec les quatre astronautes de la mission SpaceX Crew-7 qui retournent sur Terre. Sept personnes demeurent dans l'ISS.
Le 23 mars, le vaisseau cargo de la mission de ravitaillement SpaceX CRS-30 s'amarre à l'ISS.
Le 25 mars à 15 h 3 UTC, le vaisseau Soyouz MS-25 s'amarre à l'ISS et emmène l'Américaine Tracy Caldwell qui est intégrée à l'équipage, ainsi que deux visiteurs, le Russe Oleg Novitski et la Biélorusse Marina Vassilievskaïa. La station abrite alors dix personnes.
L'expédition prend fin le 6 avril avec le départ du Soyouz MS-24 qui se détache de l'ISS à 3 h 54 UTC. Il ramène sur Terre Loral O'Hara, Oleg Novitski et Marina Vassilievskaïa.